# Minerbe
Minerbe est une commune italienne de la province de Vérone, dans la région Vénétie.

## Administration
| Période                                  | Période | Identité | Étiquette | Qualité |
| ---------------------------------------- | ------- | -------- | --------- | ------- |
|                                          |         |          |           |         |
| Les données manquantes sont à compléter. |         |          |           |         |

### Hameaux
San Zenone, Santo Stefano, Anson.

### Communes limitrophes
Bevilacqua, Bonavigo, Boschi Sant'Anna, Legnago, Montagnana, Pressana, Veronella.